# James Stuart (2e comte de Bute)
Pour les articles homonymes, voir James Stuart et Stuart.
James Stuart, 2e comte de Bute (avant 1696 - 28 janvier 1723) est le fils de James Stuart (1er comte de Bute) et Agnès Mackenzie.

## Famille
En février 1711, il épouse Lady Anne Campbell (fille d'Archibald Campbell (1er duc d'Argyll) et Elizabeth Tollemache) et a huit enfants 
- John Stuart (3e comte de Bute) (25 mai 1713 - 10 mars 1792)
- James Stuart-Mackenzie (né avant 1723 - avril 1800)
- Archibald Stuart
- Mary Stuart (née vers 1713, décédée le 30 décembre 1773)[2] mariée le 31 octobre 1729 à Robert Menzies de Weem[3] (né vers 1706, décédé en 1786) [4]
- Elizabeth Stuart
- Anne Stuart (née avant 1723 - 28 novembre 1786)[5], mariée en juillet 1736 [6] à James Johnstone (futur Ruthven, 5e Lord Ruthven de Freeland )
- Jean Stuart
- Grace Stuart